# سانتا بیبی
«سانتا بیبی» (به انگلیسی: Santa Baby) ترانه‌ای از هنرمند اهل ایالات متحده آمریکا ارتا کیت و آنری رنه است. این ترانه بعداً توسط گوئن استفانی، مدونا، کایلی مینوگ، آریانا گرانده و تیلور سوئیفت بازخوانی شد است.